# Lissonycteris angolensis
Lissonycteris angolensis là một loài động vật có vú trong họ Dơi quạ, bộ Dơi. Loài này được Bocage mô tả năm 1898.

## Hình ảnh

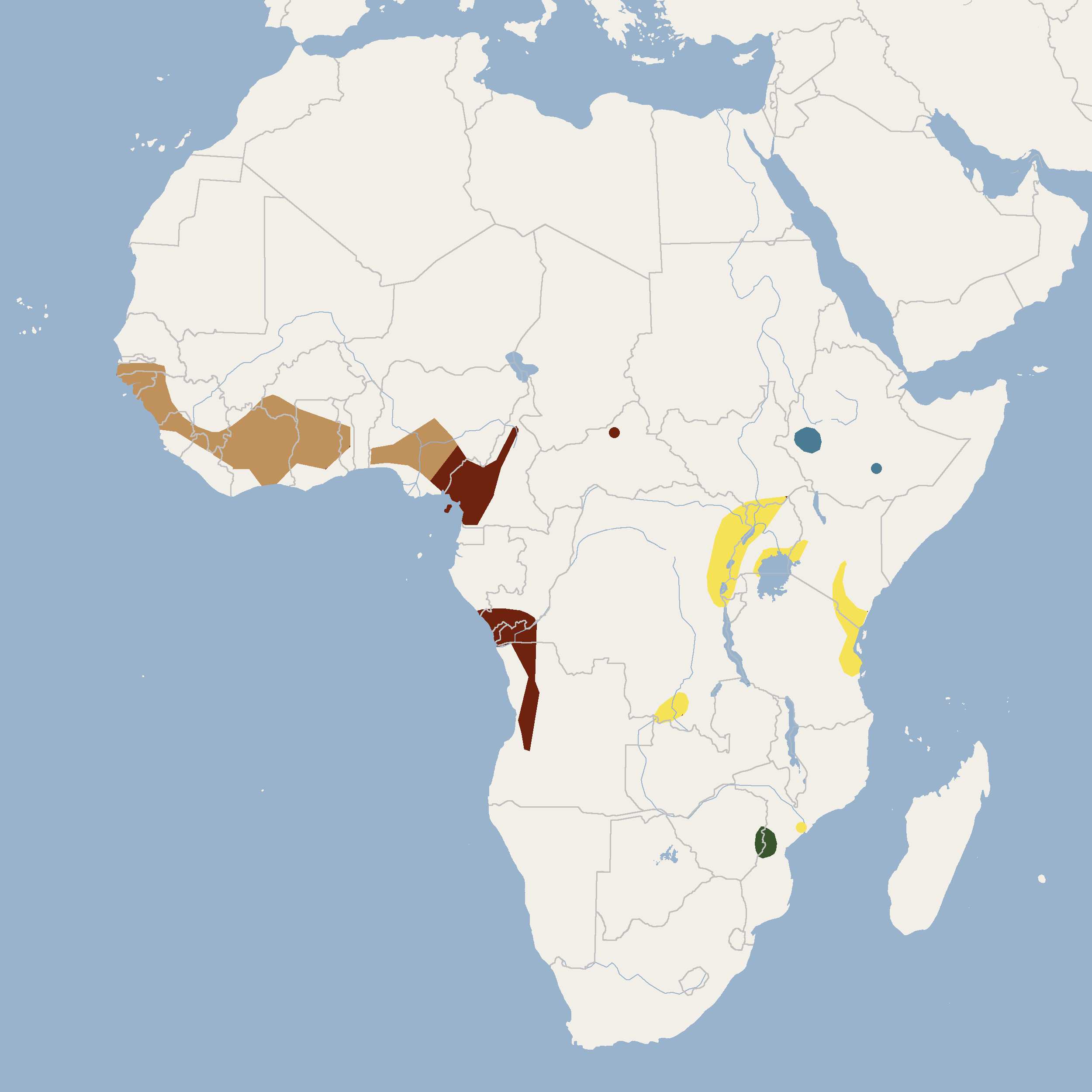